# Santa Maria de Montraveta
Santa Maria de Montraveta és una església romànica del municipi de Llobera, a la comarca del Solsonès. És un monument protegit i inventariat dins el Patrimoni Arquitectònic Català

## Situació
L'església es troba a la part nord-oest del municipi, al nord de Peracamps i a tocar de la masia Montraveta. Corona un petit pujol que s'aixeca als plans que s'estenen entre les capçaleres de la rasa de Montraveta i el barranc de Comadòria, que aboquen les seves aigües a la riera de Miravé, nom que rep la riera de Sanaüja en aquest tram.
Per anar-hi cal prendre la carretera asfaltada que surt, en direcció oest (Peracamps), del km. 43,4 de la C-451 de Biosca a Solsona a l'indret de l'Hostal Nou (41° 55′ 18″ N, 1° 27′ 38″ E / 41.92167°N,1.46056°E). Passa per sota de la masia Soler Desposada i al cap de 800 metres (41° 55′ 18″ N, 1° 27′ 5″ E / 41.92167°N,1.45139°E) s'agafa el desviament (indicat) que puja a la masia de Secanella que es destaca a dalt de la carena. Deixant la masia a la dreta, es segueix de front la pista fins a arribar a Montraveta. 2 km en total.

## Descripció
L'edifici romànic –del final del segle xi o l'inici del XII– consta d'una nau de planta rectangular, rematada per un absis semicircular obert a la nau per un arc preabsidal. Posteriorment s'hi afegiren dues capelles laterals a manera de transsepte i un porxo precedint l'accés actual de ponent. L'ornamentació exterior de l'absis és a base d'un fris d'arcuacions llombardes seguit, sense lesenes. Al centre de l'absis hi ha una finestra de mig punt, adovellada, de dues esqueixades. L'absis té una cornisa decorada amb un motiu ornamental esculpit molt barroerament i que representa una flor o card, emblema dels Cardona. La coberta és de dos vessants i el parament és de carreus desbastats posats en filades. A l'interior hi ha un cor postís. El campanar d'espadanya és de dues obertures.

## Notícies històriques
És citada per primera vegada al segle xi (1070) en una donació feta per Arnau de Sanç a Santa Maria de Solsona. L'any 1084 torna a constar en unes confrontacions amb el mateix nom de "Sancta Maria de Mont Betre". L'any 1229 el cavaller Bernat de Freixa donà uns delmes a l'església de la "Beate Maria in locum Muntrevetre". També apareix esmentada al capbreu del segle xiv i XVI (1565-1569). L'any 1855 ja ha perdut la categoria de sufragània i és anomenada pel rector de Llobera com a Nostra Senyora del Remei de Montraveta. Els motius ornamentals que decoren els murs poden ser figuracions de cards, al·lusius a les armes dels Cardona.